# Becquigny (Aisne)
Becquigny es una comuna francesa, situada en el departamento de Aisne, de la región de Alta Francia.

## Demografía
| 317 | 301 | 253 | 265 | 253 | 274 | 280 | 270 |
| Para los censos de 1962 a 1999 la población legal corresponde a la población sin duplicidades (Fuente: INSEE [Consultar]) |     |     |     |     |     |     |     |